# Monitoring Me
«Monitoring Me» — другий сингл американського репера Lil Durk, виданий Alamo Records 4 жовтня 2024 р. для просування його дев'ятого студійного альбому Deep Thoughts.

## Опис
Продакшен містить «зловісні удари фортепіано» та «дзенькіт клавіш», під який Дерк критикує своїх ворогів за їхню нечесність і читає реп про діяльність своєї команди на вулицях Чикаго. Він також згадує про те, що деякі деталі треба тримати в таємниці, позаяк існує імовірність, що їх хтось може підслуховувати.

## Відгуки критиків
Елаяс Ендрюс з HotNewHipHop дав позитивну рецензію, похваливши пісню за «інструментал, який підсилює його вокальний тембр», написавши: «Біт є простим у найкращому сенсі цього слова». Він також зауважив: «Пісня робить рідкісний трюк — вона миттєво запам'ятовується, але водночас є дуже грубою. Дерк настільки добре вміє створювати треп-гімни, що йому навіть не потрібно турбуватися про те, щоб додати до них комерційного відтінку. „Monitoring Me“ настільки чудова».

## Чартові позиції
| Чарт (2024)                                    | Найвища позиція |
| ---------------------------------------------- | --------------- |
| США Bubbling Under Hot 100 Singles (Billboard) | 11              |
| США (Hot R&B/Hip-Hop Songs) (Billboard)        | 33              |